# Abraham Polonski
Pour les articles homonymes, voir Polonski.
Pour l’article ayant un titre homophone, voir Abraham Polonsky.
Abraham Polonski est un résistant juif français créateur de l'Armée Juive (AJ), plus tard connue sous le nom d'Organisation Juive de Combat.

## Biographie
Il naît à Kałuszyn en Pologne alors russe le 6 février 1906,,.
Ingénieur électricien à Toulouse en 1940, Abraham Polonski, dit « Monsieur Pol », y crée après la débâcle une organisation sioniste « La main forte ». Les jeunes membres du groupe aident à ravitailler les détenus des camps d'internement situés dans la région de Toulouse. Avec Lucien Lublin et Dika Jefroykin, Polonski transforme en janvier 1942 la Main forte en une organisation de lutte contre l'occupant, l'Armée Juive. Durant l'hiver 1943-1944, cette organisation fait passer 300 jeunes Juifs en Espagne d'où ils rejoignent la Palestine. Le 21 mai 1944, Abraham Polonski fait reconnaître l'Organisation juive de combat comme mouvement de la Résistance française par le comité de Libération nationale (le MLN) de Toulouse. Les partisans entraînés par Polonski et Lublin prennent part au combat de la Libération.
Après la guerre, Polonski continue à œuvrer pour l'émigration des Juifs vers la Palestine mandataire au sein de la Haganah.
En 1945, Abraham Polonsky mit AJ à la  disposition des délégations de la Haganah en Europe après une rencontre entre le chef de l'Agence juive et Ben Gourion de la Haganah. Ainsi, de 1945 à 1948, AJ a joué un rôle clé dans l’expulsion de milliers d’immigrants vers la Palestine. Le 6 avril 1946, Polonsky signe un accord avec Nahum Shadmi, chef de la Haganah Europe, qui fait de lui le commandant de la Haganah en France et en Afrique du Nord. Alors que la création de l’État d’Israël était imminente, Polonsky participa à la logistique des camps d’entraînement militaires mis en place par le Mossad Learyia Bet, notamment près de Marseille. A l'issue d'une formation accélérée, les volontaires participent à la guerre d'indépendance d'Israël. En 1949, le Premier ministre israélien David Ben Gourion dissout la division française de la Haganah.